# Противник
Противник (враг, неприятель) — военный термин, который используется для обозначения противостоящего в военных действиях государства или союза государств и его сил. 
В мирное время, под словом противник (ранее неприятель) понимается государство или коалиция государств, представляющая опасность потенциальным развязыванием военного конфликта в отношении других субъектов международного права. Именно в силу этого в мирное время нередко используется выражения «вероятный противник» или «потенциальный противник». 
В зависимости от своих военных возможностей противник может быть как главным, так и второстепенным. Применительно к вооружённым силам какого-либо государства в контексте области противостояния различают сухопутного, воздушного, морского или космического противника. При этом состав сил противника разделяется на комбатантов и некомбатантов.
Впервые в отечественной традиции понятие «противник» появилось во время русско-турецкой войны 1877—1878 годов заменив термин «неприятель», а в XX веке оно начало использоваться в подавляющем большинстве государств мира.